# 高爾號驅逐艦 (DD-155)
高爾號驅逐艦（USS Cole DD-155）是一艘美國海軍建造的驅逐艦，為維克斯級驅逐艦的81號艦。她是美軍第一艘以高爾為名的軍艦，以紀念第一次世界大戰於貝勞森林戰役戰死的美國海軍陸戰隊軍官愛德華·高爾（Edward B. Cole）。
高爾號在1918年於克雷普父子造船廠開始建造，在1919年下水服役，其時第一次世界大戰已經結束。稍後高爾號被派往地中海及黑海執勤，於1922年退役封存。1930年高爾號重新服役，在大西洋及太平洋之間用作訓練，期間曾參與搜救失事墜毀的阿克倫號飛船，於1937年再次退役。第二次世界大戰爆發後，高爾號重新服役，並派往大西洋海域作中立巡航，護航商船。戰事後期高爾號改為靶艦，訓練海軍飛行員。1945年高爾號退役除籍，並在1947年出售拆解。
高爾號在第二次世界大戰共獲得一次美國總統集體嘉獎勳表及三枚戰鬥之星。